# Christus von Picacho
Der Christus von Picacho (span.: El Cristo del Picacho) ist eine 20 Meter hohe Christusstatue auf dem Cerro El Picacho über der honduranischen Hauptstadt Tegucigalpa. Sie wurde 1997 erbaut und im Januar 1998 eingeweiht. Entworfen wurde sie vom Bildhauer Mario Zamora Alcantara. Sie steht auf einem rund 12 Meter hohen Betonsockel und wiegt rund 2'500 Tonnen. Sie ist dank Beleuchtung auch nachts von beinahe jedem Punkt der Hauptstadt aus sichtbar. Umgekehrt hat man vom Cerro El Picacho (1327 m ü. M.) einen atemberaubenden Blick auf die Stadt. Der Hügel ist Teil des El Picacho Nationalparks (auch: Park der Vereinten Nationen), wo sich auch ein kleiner Zoo mit einheimischen Tierarten befindet.